# Румяна Петкова
Румяна Петкова е българска режисьорка.

## Биография
Родена е в Елхово, България през 1948 г. Завършва ВГИК, Москва, Русия със специалност „Кино и телевизионна режисура“. През 1993 г. започва да преподава в ЮЗУ „Неофит Рилски“, Благоевград.
За своя игрален филм в 4 части „Гори, гори огънче“ Румяна Петкова получава Наградата на критиката на Националния кинофестивал във Варна, а за игралния си филм „Разговор с птици“ е отличена с наградата „Лив Улман“ в Чикаго.

## Филмография
- 2004 – Другият наш възможен живот
- 1998 – Бари Богородица (документален филм)
- 1997 – Разговор с птици
- 1995 – Междинен свят (документален филм)
- 1994 – Гори, гори, огънче (в 4 части)
- 1992 – Авантюра (тв)
- 1986 – Четирите сезона (документален филм)
- 1987 – Приземяване
- 1982 – Отражения
- 1980 – Христина (документален филм)
- 1978 – Комина